# جک کلف
جک کِـلَف (انگلیسی: Jack Klaff؛ زادهٔ ۶ اوت ۱۹۵۱) بازیگر، نویسنده، فرهنگستان اهل آفریقای جنوبی است.
از فیلم‌ها یا برنامه‌های تلویزیونی که وی در آن نقش داشته‌است، می‌توان به فضا: ۱۹۹۹، جنگ ستارگان، فقط به خاطر چشمان تو، پادشاه داوود، ۱۸۷۱، گوژپشت نتردام و پوآرو اشاره کرد.